# Distrochooser
Distrochooser ist ein Webservice zur Erleichterung der Auswahl einer Linux-Distribution. Dieser ist für Anfänger gedacht, da im Laufe der Jahre viele Distributionen mit verschiedenen Aspekten entstanden.

## Funktionsweise
Anhand von Fragen zu diversen Themen (Kenntnisse des Benutzers, bereits genutzte Betriebssysteme, Einsatzbereich des Systems, Stabilität, Benutzerfreundlichkeit) wird die zum Nutzer passende Distribution ermittelt. Sollte keine Distribution vollständig zu den vom Nutzer beantworteten Fragen passen (absoluter Modus), wird der relative Modus verwendet, um das System zu ermitteln, das eine hohe wahrscheinliche Übereinstimmung mit den Bedürfnissen des Nutzers aufweist.

## Geschichte
Am 24. Mai 2014 ging die 1. Version des Distrochoosers online. Seit dem 19. Juni 2014 steht die Auswahlhilfe als Open Source zur Verfügung. Laut zugehörigem Blog wurde die Marke von 10.000 Tests am 10. Februar 2015 überschritten. Seit dem 18. April 2015 ersetzt Version 2 der Auswahlhilfe die vorherige.
Am 1. Juli 2016 erreichte der Distrochooser 100.000 Tests.
Mit dem Erreichen dieser Testmenge wurde die Entwicklung einer neuen Softwareversion angekündigt, welche am 14. April 2017 in Betrieb ging.
Die Auswahl beschränkt sich zurzeit auf Distributionen mit größerem Verbreitungsgrad (z. B. Arch Linux, Debian, Gentoo Linux, Kubuntu, openSUSE, Ubuntu), Distributionen mit geringem Verbreitungsgrad werden somit nicht berücksichtigt.
Seit dem 30. März 2018 ist der Webservice auch in chinesischer Sprache verfügbar.

## Versionsgeschichte
| Version | Veröffentlicht   | Anmerkungen und wichtige Änderungen                                                                                  |
| ------- | ---------------- | --- |
| 1.0     | 14. Juni 2014    | Initiale Version. |
| 2.0     | 18. April 2015   | Überarbeitete Version mit neuer Oberfläche.                                                                          |
| 3.0     | 13. April 2017   | Nutzt als Basis Vue.js statt jQuery und ändert den Ermittlungsalgorithmus. Testergebnisse können kommentiert werden. |
| 4.0     | 21. Oktober 2017 | Nutzt Nuxt.js und Rust als Basis.                                                                                    |
| 5.0     | 24. Juni 2019    | Komplette Neuentwicklung auf Basis von Nuxt.js.                                                                      |
| 6.0.1   | 1. Juni 2025     | |